# Peire Lunel de Montech
Peire (de) Lunel, o anche Cavalier Lunel de Montech o Monteg (fl. 1326-1384), è stato un trovatore, giurista e politico francese di Tolosa.
Il suo nome sta a indicare lo stato sociale di cavaliere (cavalier) di Montech.
Da giovane era stato un trovatore, della cui opera poetica ci resta una canso, una canzone di crociata, un sirventes, un ensenhamen e qualche coblas esparsas a sfondo morale. La canzone di crociata di Lunel viene datata al 1326 circa, ed è una critica rivolta al re, Carlo IV, il quale fa la promessa di indire una crociata che poi non mantiene. L'altro lavoro databile di Lunel, il suo sirventes, viene scritto nel 1348 al culmine della devastazione provocata dalla peste nera.
Nel 1326 Lunel compone l'ultimo ensenhamen occitano (in forma di arlabecca), l'Ensenhamen del garso ("educazione del ragazzo"), sul modello dell'ensenhamen del escudier di Amanieu de Sescars. Il garso per il quale fu composto era un aspirante poeta in cerca di consigli su come comporre. Il consiglio di Lunel è un'importante fonte per comprendere la concezione che i trovatori avevano del genere ensenhamen.
Lunel viene ricordato nel 1355 come doctor en leys (dottore in legge) nel registro dei membri del Consistori di Tolosa, il primo anno di cui abbiamo registrazioni. Nel 1384 Lunel svolge la mansione di ufficiale municipale a Montauban.